# 이루마
이루마(영어: Yiruma, 유년 시절의 영국식 이름은 Louma Rhee, 1978년 2월 15일 ~ )는 대한민국의 피아니스트이자 작곡가이다. 그의 이름은 '달성하다'의 뜻을 담고 있다고 한다.

## 생애
이루마는 서울에서 태어나 어린 시절 영국에 유학했다. 1992년 영국 "크로이던 영 뮤지션 페스티벌"의 솔리스트 데뷔로 경험을 쌓았고 그 후 2001년, 《Love Scene》로 정식 데뷔하였다. 영국 영주권을 보유하고 있던  그는 영국 영주권을 포기하고 2006년 7월 10일 대한민국 해군에 입대하여 26개월의 병역 의무를 수행한 후, 군복무를 마치고 2008년 8월 28일자로 전역했다.

## 약력
- 1978년 2월 15일 - 대한민국 서울특별시에서 태어났다.
- 1982년 - 5세의 나이에 피아노를 배우기 시작하다.
- 1988년 - 영국으로 이주
- 1992년 - 영국 "크로이던 영 뮤지션 페스티벌"의 솔리스트로 피아니스트 데뷔
- 1996년 12월 - 음반 《퍼셀의 음악가들(The Musicians of Purcell (Decca)》에 참가하다.
- 1997년 7월 - 런던 퍼셀 특수음악학교를 졸업하다.
- 2000년 6월 - 킹스 칼리지 런던을 졸업하다.
- 2001년 5월 - 첫 번째 음반 《Love Scene》을 출시하다.
- 2001년 12월 - 두 번째 음반 《First Love》가 발매되다.
- 2002년 1월 - 프랑스 칸느의 36th MIDEM에서 연주회를 가지다.
- 2002년 4월 - 용산 아트 홀에서 연주회를 가지다.
- 2002년 6월 ~ 8월 - 특별 음반 《Oasis & Yiruma》가 출시되었고, 일본과 타이완에서 프로모션 투어를 하다.
- 2002년 12월 - 《강아지똥》 OST 음반이 출시되다.
- 2003년 6월 - SBS 드라마 ' First Love' 타이틀 트랙으로서 사용되다.
- 2003년 10월 - 세 번째 음반 《From the Yellow Room》 출시되었다.
- 2004년 8월 - 특별 음반 《Nocturnal lights... they scatter》가 출시되다.
- 2005년 4월 - 특별 음반 《Destiny of Love》가 출시되다.
- 2005년 5월 - 2집 앨범인 《First Love》를 리패키지하여 발매하다.
- 2005년 7월 - 특별 음반 《YIRUMA Live at HOAM Art Hall》이 DVD와 CD로 출시되다.
- 2005년 11월 - 네 번째 음반 《POEMUSIC》이 출시되다.
- 2006년 4월 28일 - 《봄의 왈츠》 클래식 OST 앨범이 출시되다
- 2006년 7월 10일 - 해군 입대
- 2008년 8월 28일 - 해군으로서의 26개월 군복무를 마치고 전역했다.
- 2008년 12월 28일 - 2008 이루마 전국투어 콘서트 "Ribbonized - 어린시절로의 여행"
- 2023년 12월 19일 - 한국백혈병어린이재단 홍보대사 '희망메이트' 위촉되다.

## 디스코그래피

### 정규 음반
- 1집 《Love Scene》 - 2001년 5월 1일 - 〈Wait There〉가 수록되어 있다.
- 2집 《First Love》 - 2001년 12월 1일 - 〈May Be〉, 〈River Flows In You〉, 〈Passing By〉가 수록되어 있다.

2005년 5월 19일에 리패키지 음반이 발매되었고 〈Kiss The Rain (String ver.)〉이 수록되어 있다.
- 3집 《From The Yellow Room》 - 2003년 10월 23일 - 〈Kiss The Rain〉이 수록되어 있다.
- 4집 《Poemusic》 - 2005년
- 5집 《h.i.s. Monologue》 - 2006년 11월 2일
- 6집 《P.N.O.N.I》 - 2008년 10월 21일
- 7집 《기억에 머무르다》 - 2012년 5월 24일
- 8집 《Blind Film》 - 2013년 10월 8일
- 9집 《Piano》 - 2015년 9월 23일
- 10집 《f r a m e》 - 2017년 11월 1일

### EP
- 《Movement On A Theme By Yiruma》 - 2009년 10월 13일
- 《Movement On A Theme By Yiruma - 2nd Movement》 - 2009년 12월 2일

### 이미지송
- 영화 《오아시스》 - 《Oasis & Yiruma》 - 2002년 6월 26일

### 사운드트랙
- 애니메이션 《강아지똥》 OST - 2002년 12월 17일

### 참여 음반
- 드라마 《순수의 시대》 OST - Various Artists - 2002년 2월 27일
- 영화 《인어 공주》 OST - Various Artists - 2004년
- 드라마 《동경만경》 OST - Various Artists - 2004년
- 《MIK Ensemble》 - MIK 앙상블 - 2005년
- 《Challenge 4 da Change》 - 키네틱 플로우 - 2006년
- 드라마 《봄의 왈츠》 OST - Various Artists - 2006년
- 드라마 《시크릿 가든》 OST - Various Artists -[2011년
- 《Full Time》 - 〈할 수 있어 (With 이루마)〉 - MC 스나이퍼 - 2012년 4월 13일
- 《처음이라서 (With 이루마)》 - 스웨덴 세탁소 - 2016년 9월 30일

### 베스트 음반
- 《The Best - Reminiscent 10th Anniversary》 - 2011년 11월 24일
- 《The Very Best Of Yiruma: Yiruma & Piano》 - 2011년 11월 30일

## 출연 작품

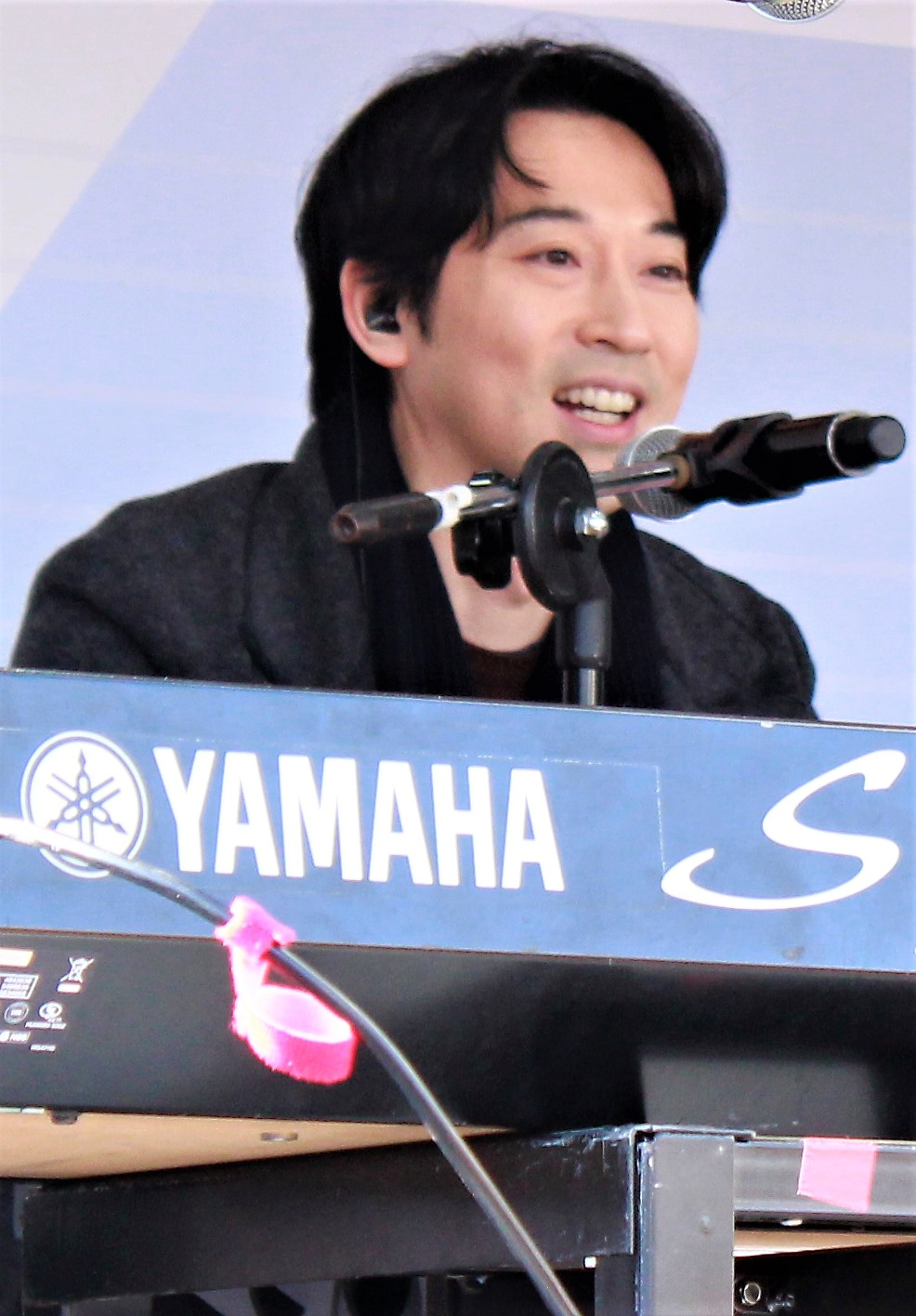
2017년 자신의 라디오 '이루마의 골든디스크'의 공개방송에서 이야기하는 이루마

### 라디오
- 《세상의 모든 음악》 (2009년 1월 1일 ~ 2010년 12월 31일, KBS 1FM)
- 《이루마의 골든디스크》 (2012년 10월 22일 ~ 2019년 3월 31일, MBC FM4U)

### 드라마
- 2006년 : KBS2 《봄의 왈츠》

### 예능
- 《김정은의 초콜릿》(2009년, SBS)
- 《김제동의 톡투유 - 걱정 말아요! 그대
- 네 걱정은 안하겟소만 누구세요》 (2016년, JTBC)

### 수상
- 2017년 : MBC 방송연예대상 라디오 부분 우수상 《이루마의 골든디스크》

## 기타
- 2009년 5월 1일에 이루마는 친구 유정환과 함께 아기 물티슈 회사 《몽드드》를 설립하였고, 이를 통해 미혼모들을 위한 사회복지에 참여하였다.[4][5]

## 같이 보기
- 김광민
- 사사키 이사오
- 조지 윈스턴